# 加兹朗
加兹朗（法語：Gazeran，法語發音：[gazʁɑ̃] ⓘ）是法国中北部法兰西岛大区伊夫林省的一个市镇，属于朗布依埃区。

## 地理
加兹朗（48°38'2"N, 1°46'25"E）面积25.8 平方千米，位于法国法蘭西島大區伊夫林省，该省份为法国北部内陆省份，北起瓦兹河谷省，西接厄尔省，西南接厄尔-卢瓦省，东南接埃松省，东临上塞纳省。
与加兹朗接壤的市镇（或旧市镇、城区）包括：埃芒塞、埃尔默赖、奥尔瑟蒙、奥尔凡、普瓦尼拉福雷、朗布依埃、圣伊拉里永。

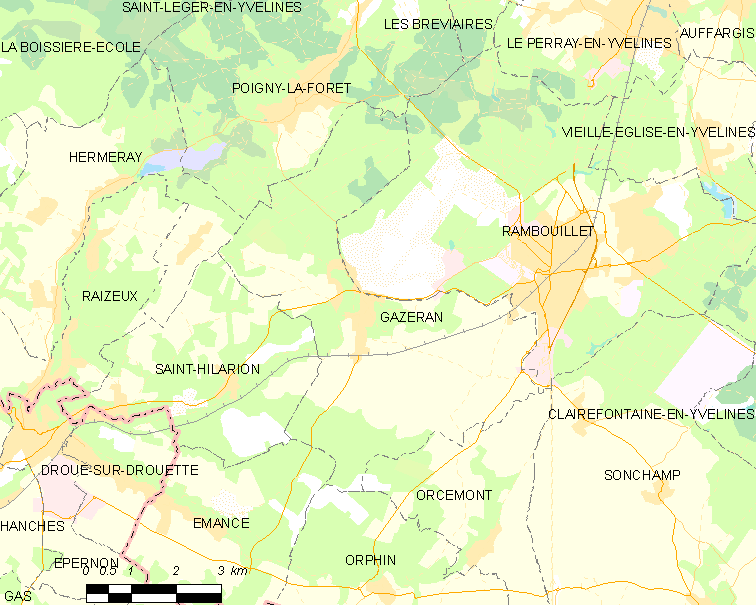
加兹朗的OSM定位图

加兹朗的时区为UTC+01:00、UTC+02:00（夏令时）。

## 行政
加兹朗的邮政编码为78125，INSEE市镇编码为78269。

## 政治
加兹朗所属的省级选区为朗布依埃县。

## 人口

1962-2008年间加兹朗人口变化图示

加兹朗于2022年1月1日时的人口数量为1337人。